# فوکه-وولف اف‌وه ۵۶
فوکه-وولف اف‌وه ۵۶ اشتوسر (باز) (به آلمانی: Focke-Wulf Fw 56 Stösser) یک هواگرد تک‌باله تک‌موتوره تک‌سرنشین از نوع آموزشی پیشرفته ساخت شرکت هواپیماسازی آلمانی فوکه-وولف در دهه ۱۹۳۰ بود. این هواگرد نخستین پروازش را در ماه نوامبر سال ۱۹۳۳ انجام داد.

## طراحی و توسعه
اف‌وه ۵۶ بنابه درخواست وزارت هوانوردی رایش در ارتباط با یک هواگرد جنگنده آموزشی پیشرفته با موتور آرگوس آاس ۱۰سی، به رهبری کورت تانک، توسط شرکت فوکه-وولف طراحی شد. استفاده احتمالی به عنوان جنگنده جهت دفاع هوایی نیز مورد نظر بود.
اف‌وه ۵۶ یک هواگرد بال‌چتری با بدنه فولادی بود که در بخش جلویی پوششی از صفحه‌های فلزی و در بخش پشتی پوششی پارچه‌ای داشت. سطح بال‌های چوبی با تخته چند لایه پوشش یافته بود. ارابه‌های فرود سنتی ثابت و خود اتکا بودند. جهت تکمیل وظیفه ثانویه در هنگام اضطرار، دو مسلسل ثابت هماهنگ‌شده ام‌گه ۱۷ با کالیبر ۷٫۹۲ میلی‌متری روی موتور و سه بمب ده کیلوگرمی ضد نفر در زیر آن تعبیه گشته بود.
نخستین پیش‌نمونه تحت عنوان اف‌وه ۵۶آ ماه نوامبر سال ۱۹۳۳ به پرواز درآمد. در این پیش‌نمونه مشکلاتی در زمینه ارابه فرود یافت شد. در دومین پیش‌نمونه (فاو-۲) از ارابه فرود جدید و به جای چوب از فلز در ساخت بال‌ها استفاده گردید. زیرسری پشت کابین خلبان در این مدل حذف شد. در پیش‌نمونه سوم (فاو-۲ ) با پرواز در ماه فوریه سال ۱۹۳۴، مجدداً چوب به ساختار بال‌ها بازگشت. ارابه فرود نیز دوباره اصلاح شد.
سه فروند هواگرد پیس‌تولید اف‌وه ۵۶فاو-۰ تا اندکی تغییر بال‌ها و محفظه موتور تولید گشت. در دو فروند نخست مسلسل‌های ام‌گه ۱۷ ۷.۹۲ میلی‌متری در بالای بخش پیشین هواگرد نصب شد. سومین فروند دارای یک مسلسل ام‌گه ۱۷ بود. این هواگردها همچنین سه بمب ۱۰ کیلوگرمی آموزشی حمل می‌کردند.
پس از پرواز آزمایشی در مقابل رقیبان یعنی آرادو آر ۷۶ و هاینکل هائی ۷۴ در تابستان سال ۱۹۳۵، وزارت هوانوردی رایش دستور آغاز خط تولید اف‌وه ۵۶ به عنوان هواگرد آموزشی پیشرفته  لوفت‌وافه را صادر کرد.
مقداری زیادی سفارش تولید برای دانشکده‌های آموزشی خلبان جنگنده و بمب‌افکن شیرجه‌ای لوفت‌وافه، صادر گشت اف‌وه ۵۶آ-۱ با یک یا دو مسلسل ام‌گه ۱۷، مدل عمده تولید بود. در مجموع قریب به هزار فروند اف‌وه ۵۶ تولید گردید که بیشتر آن ها در آلمان خدمت کردند. تعدادی نیز به اتریش و مجارستان ارسال شدند. برخی از این هواگردها جهت استفاده غیرنظامی به افراد مختلف فروخته شدند.

## تاریخچه عملیاتی
از این هواگرد آموزشی پیشرفته در دانشکده‌های آموزش خلبانی آلمان جهت مهارت آموزی کار با رادیو، مسلسل و بمباران در سرتاسر جنگ جهانی دوم استفاده شد. در آزمایش بمباران‌های شیرجه‌ای این هواگرد به کار گرفته شد که سرعت بالایی هنگام شیرجه و مقاومت ساختاری زیادی در برابر تغییر ناگهانی جهت پرواز از خود نشان داد. این موضوع بر پیگیری هر چه بیشتر آلمان بر این روش تهاجمی افزود.

## کاربران
- لوفت‌وافه
- نیروی هوایی اتریش
- نیروی هوایی بولیوی
- نیروی هوایی بلغارستان
- نیروی هوایی مجارستان
- نیروی هوایی هلند
- نیروی هوایی رومانی
- نیروی هوایی جمهوری‌خواهان اسپانیا
- نیروی هوایی اسپانیا

## مشخصات فنی

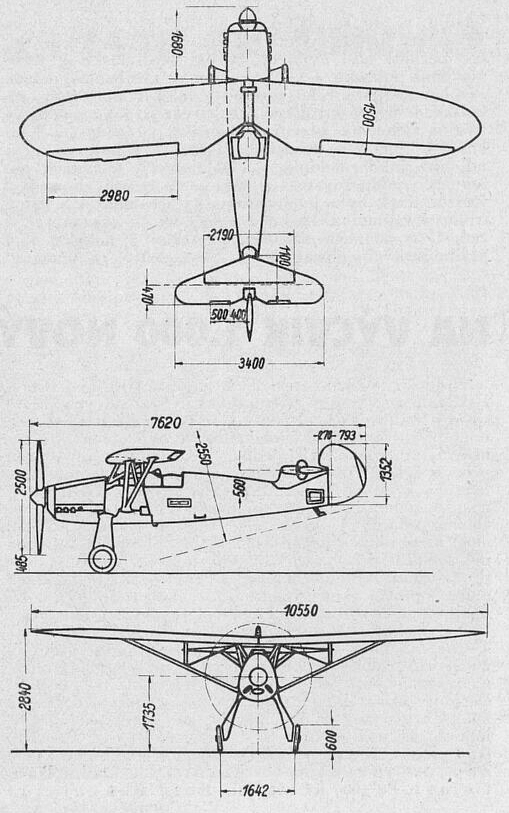
فوکه-وولف اف‌وه ۵۶

### مشخصات عمومی
اف‎وه ۵۶آ-۱:
- خدمه: ۱ نفر
- طول: ۷٫۷ متر
- طول بال: ۱۰٫۵ متر
- ارتفاع: ۳.۵۵ متر
- مساحت بال: ۱۴ متر مربع
- وزن خالی: ۶۹۵ کیلوگرم
- حداکثر وزن هنگام برخاستن: ۹۹۵ کیلوگرم
- ظرفیت سوخت: ۱۰۵ لیتر[نیازمند منبع]
- نیرومحرکه: یک موتور پیستونی وی معکوس ۸ سیلندر آرگوس آاس ۱۰سی خنک‌شونده با هوا: ۲۴۰ اسب بخار (۱۷۹ کیلووات)

### عملکرد
- حداکثر سرعت: ۲۷۸ کیلومتر بر ساعت در سطح دریا
- سرعت فرود: ۹۰ کیلومتر بر ساعت[نیازمند منبع]
- پایاسیر: ۲۵۵ کیلومتر بر ساعت[نیازمند منبع]
- برد: ۴۰۰ کیلومتر
- سقف پرواز: ۶۲۰۰ متر
- سرعت اوج‌گیری: ۸٫۴۲ متر بر ثانیه، ۱۰۰۰ متر در ۲٫۲ دقیقه[نیازمند منبع]
- مصرف سوخت: ۲۱ لیتر در هر ۱۰۰ کیلومتر[نیازمند منبع]

### تسلیحات
- ۲ قبضه مسلسل ثابت هماهنگ‌شده ام‌گه ۱۷ با کالیبر ۷٫۹۲ میلی‌متر
- ۳ × بمب ۱۰ کیلوگرمی در محفظه بیرونی